# 東林福德廟
22°30′14″N 120°23′43″E / 22.503859°N 120.395171°E
東林福德廟，是位於臺灣高雄市林園區東林里的土地祠，傳說是為壓制林半仙的風水詛咒而遷建。

## 風水傳說
東林福德廟今位在林園區福興街48號，據《鳳山縣采訪冊》是建於乾隆十四年（1749年），嘉慶年間遭洪水沖毀。傳說光緒九年（1883年）易現地重建，是為了破除林半仙詛咒傳說。該廟和100多公尺遠的林園興濟宮都在福興街上，在風水學上兩間廟的位置形成「扁擔穴」。
根據當地耆老說法，林半仙恨林園人對他不好，於是去世前放話，最怕被倒埋在今林園北路和文化路的交叉路口上，也就是今日區公所蔣中正銅像的所在地附近。由於林園北路和文化路宛如一把剪刀的手柄，僅缺插梢，當鄉民就將他埋葬在此，使剪刀有了插梢，以至於剋死很多人。後來，鄉民在街頭興建林園興濟宮，街尾興建東林福德廟後，鄉內再也沒有傳出不幸的事了。
市政府在擴寬東林西路、東林西路105巷等路段時，還特意繞過東林福德廟。

## 宗教活動

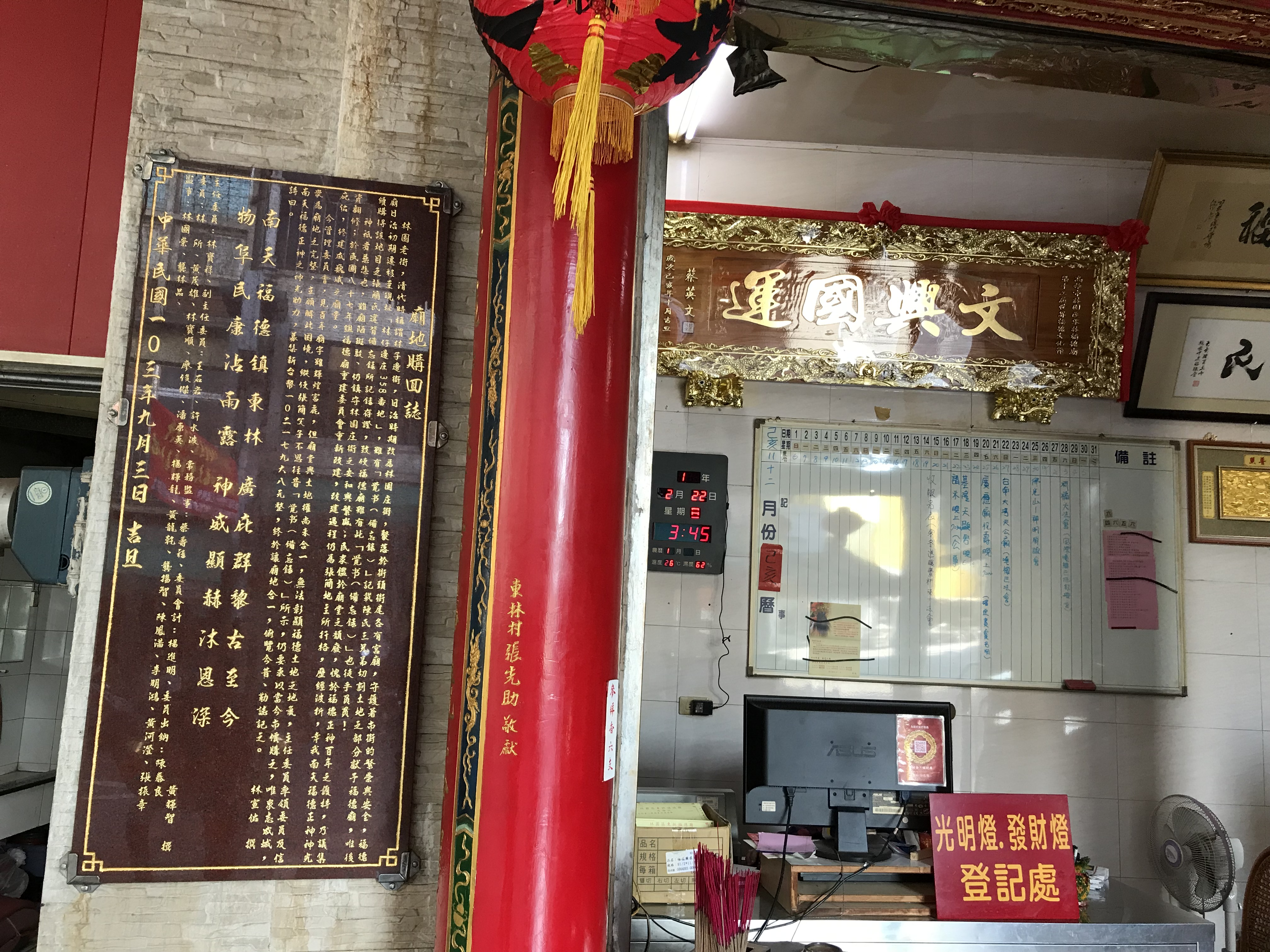
該廟第一塊的首長贈匾就是來自總統，字詞為廟方所挑選。

土地公旁配置文武判官，相傳是神格較高的土地公。
廟方於2000年代開始年舉辦發放借錢給信徒的發財金活動，首次擲出聖筊可獲600元，依序為500元及300元，原先每日可借。原本成群結黨的吸毒犯會來此拿錢買毒，但由當地退休刑事警官葉青鑫當登記的志工時就銷聲匿跡。自2017年起改為農曆二月初二（福德正神聖誕）及八月十五日（得道日）發放，到1000元、900元及800元，廟方管委會主委林寶祥指出，平均可回收七至八成人數，但回收金額約三倍。
2015年成立建廟以來第一支陣頭，為陳春月、余桑庭、黃素麗等老婦人組成的大鼓陣。